# Harte Sogn
Harte Sogn ist eine Kirchspielsgemeinde (dän.: Sogn) im südlichen Dänemark. Bis 1970 gehörte sie zur Harde Brusk Herred im damaligen Vejle Amt, danach zur Kolding Kommune im erweiterten Vejle Amt, die im Zuge der  Kommunalreform zum 1. Januar 2007 in der „neuen“ Kolding Kommune in der Region Syddanmark aufgegangen ist.
Im Kirchspiel leben 3296 Einwohner (Stand:1. Januar 2023). Im Kirchspiel liegt die Kirche „Harte Kirke“.
Nachbargemeinden sind im Norden Vester Nebel Sogn, im Nordosten Almind Sogn, im Osten Bramdrup Sogn und Simon Peters Sogn, im Südosten Sankt Nicolai Sogn, im Süden Seest Sogn und im Westen Lejrskov Sogn.